# Elizabeth Craig
Elizabeth Josephine Craig, MBE, FRSA, (16. februar 1883 – 7. juni 1980) var en skotsk journalist og kok. Hun er en af de mest bemærkelsesværdige britiske forfattere af kogebøger i det 20. århundrede. Hendes karriere varede ca. tres år.

## Liv og familie
Elizabeth Craig blev født i Linlithgowshire (nu West Lothian) i Skotland. Hendes far  John Mitchell Craig studerende religionsvidenskab og blev præst i Free Church of Scotland; hendes mor var Catherine Anne Craig. Hun havde syv søskende. Familien boede på Manse i Memus, Kirriemuir, i Skotland. I 1978 fortalte hun, at hun havde haft en "vidunderlig barndom i Skotland". 
Efter at hendes forlovelse blev annonceret i The Times den 11. august 1919, giftede hun sig med den amerikanske krigskorrespondent  Arthur Mann fra Washington D.C.  i St Martin in the Fields Kirke på Trafalgar Square. De fik ingen børn og boede sammen med hendes niece Elizabeth Jean Craig, datter af hendes bror Ernest. Craig beholdt sit pigenavn.
Hendes niece Elizabeth Jean Craig har fire børn: Susie Field, Louise Adorian, Deborah Henry og Julian Henry.